# Chris Hassoldt

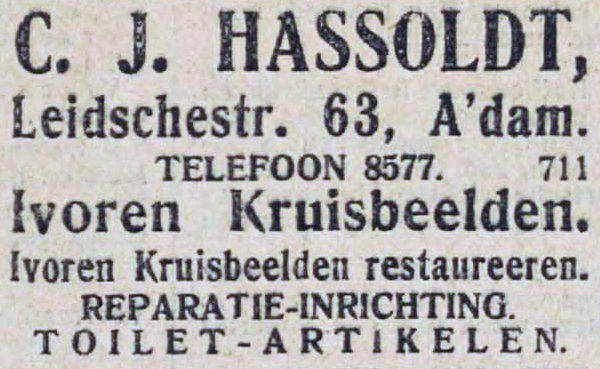
Advertentie van de firma C.J. Hassoldt (1915)

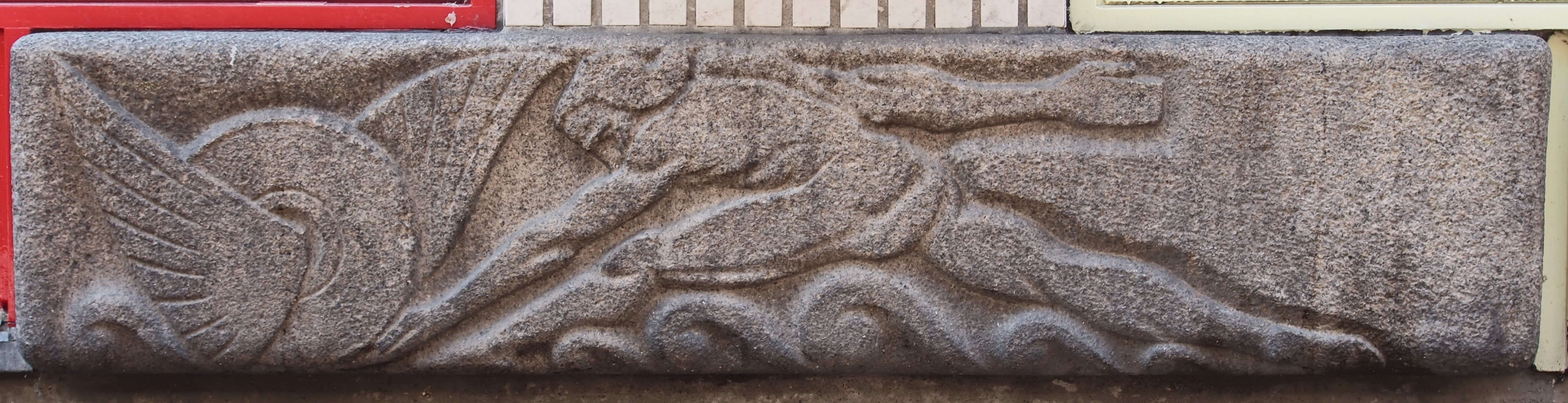
Man met gevleugeld wiel (1930)

Christiaan Joseph (Chris) Hassoldt (Amsterdam, 19 maart 1877 – aldaar, 3 juli 1956) was een Nederlands beeldhouwer en schilder.

## Leven en werk
Chris Hassoldt was een zoon van kunst- en ivoordraaier Johan Lourens Hassoldt (1846-1922) en Johanna Frederika Drughorn (1851-1920). Hij leerde ivoorsnijden van zijn vader en volgde een opleiding aan de Teekenschool voor Kunstambachten. Hassoldts familie handelde sinds de 18e eeuw in ivoor, zijn vader had winkels aan de Kalverstraat en Leidsestraat. Chris werkte een aantal jaren in de Verenigde Staten tot hij in 1912 de zaak van zijn vader overnam. Hij ging daarvoor in 1913 een vennootschap aan met Jan ten Herkel onder de naam Firma C.J. Hassoldt, doel was "de handel in ivoor-, schildpad-, paarlemoerwerk en aanverwante artikelen, dit alles in de ruimste zin genomen". De winkel verkocht onder meer ivoren kruisbeelden, maar ook gesneden sierobjecten van Hildo Krop. Naast zijn werk als winkelier hield Hassoldt zich bezig met schilderen en beeldhouwen.
Hij trouwde in 1910 met Charlotta Agneta (Lotte) Overeem (1879-1961). Hij behoorde met zijn vrouw tot een groep Nederlandse kunstenaars die geregeld pendelden tussen Amsterdam en Parijs. Hij was bevriend met onder anderen Jacob Bendien, Arnold Davids, Jan van Deene, Kasper Niehaus en John Rädecker en Anni de Roos. Eind 1913 nam hij met Bendien, Davids, Van Deene en Rädecker deel aan de najaarstentoonstelling van De Onafhankelijken. Ze toonden er schilderijen en leverden als toelichting op hun werk een manifest over absolute kunst aan, dat bij hun werken werd gehangen. De recensent van De Nieuwe Courant noemde ze "schilderijen, die niemendal voorstellen" en vond het terecht dat "dit vreemdsoortige werk uit den vreemde" bij elkaar was gehangen. Hassoldt sloot zich aan bij De Onafhankelijken, de Nederlandse Kring van Beeldhouwers en Kunstenaarsvereniging De Brug. Nadat hij was gescheiden van Lotte Overeem hertrouwde Hassoldt in 1923 met Susanna Charlotta Diederika Tietzel (1899-1983). In 1936 verhuisde hij de winkel naar het Rokin 24. Zijn vrouw en zoons hield de zaak draaiende als Hassoldt het te druk had met zijn beeldhouwopdrachten.
Hassoldt deed pas op 48-jarige leeftijd het toelatingsexamen voor de Rijksakademie van beeldende kunsten in Amsterdam, hij volgde er de beeldhouwklas (1925-1930) bij Jan Bronner en de avondtekenschool (1931-1935). Bertus Sondaar, medestudent aan de academie, maakte in 1932 een bronzen portretkop van Hassoldt, die hij meerdere keren tentoonstelde. Als beeldhouwer was Hassoldt naast onder anderen Jaap Kaas en Jan Trapman een van de kunstenaars die in de jaren 20 en 30 van de 20e eeuw meewerkten aan de uitvoering van het Plan Zuid van de architect Hendrik Petrus Berlage, hij maakte diverse sluitstenen en hoekversieringen ter verrijking van de gebouwen van het Olympiacomplex. In dezelfde periode maakten Hassoldt, Trapman, Frits van Hall, Johan Polet, Janus Remiëns en Theo Vos sculpturen voor de aankleding van viaducten van een ringspoorbaan rond Amsterdam. Door de crisis werden in 1933 de plannen gestaakt, de twee deels gebouwde viaducten werden afgebroken en de acht sculpturen opgeborgen. Ze werden in 1983 geplaatst in de gevel van een woon-winkelpand aan de Nieuwe Hoogstraat. Tijdens een tentoonstelling van De Onafhankelijken in 1931 toonde Hassoldt in pokhout gesneden maskers. In 1936 nam hij deel aan de antifascistische tentoonstelling 'De Olympiade Onder Dictatuur' (D.O.O.D.) in De Geelvinck in Amsterdam, die naar aanleiding van de Olympische Spelen in nazi-Duitsland werd gehouden. In 1939 werd hij penningmeester van de Amsterdamse afdeling van de Nederlandse Kring van Beeldhouwer. Hassoldt nam in 1949 deel aan de internationale beeldententoonstelling Sonsbeek in Arnhem.
Chris Hassoldt overleed in 1956, op 79-jarige leeftijd. Een jaar later werd zijn werk nog getoond op de tentoonstelling van Nederlandse beeldhouwkunst, in mei-juni 1957, in het Museum Boijmans Van Beuningen. Het familiebedrijf werd overgenomen door zoon Olly, die tot op hoge leeftijd actief was.

## Enkele werken
- 1926: twee sluitstenen geknielde man en dragers, poort Olympiaweg-Simsonstraat, Amsterdam
- 1930: man met gevleugeld wiel, Nieuwe Hoogstraat, Amsterdam
- 1931: twee identieke hoekversieringen van een man met bizons, Olympiaweg 33 en 53, Amsterdam
- 1935: ontwerp erepenning "wegens bijzondere verdienste jegens de openbare kunstverzamelingen van de gemeente Amsterdam" (Museum-medaille)[16]
- 1935: beeld van Hygieia voor de tuin van het Wilhelmina Gasthuis in Amsterdam.[17]

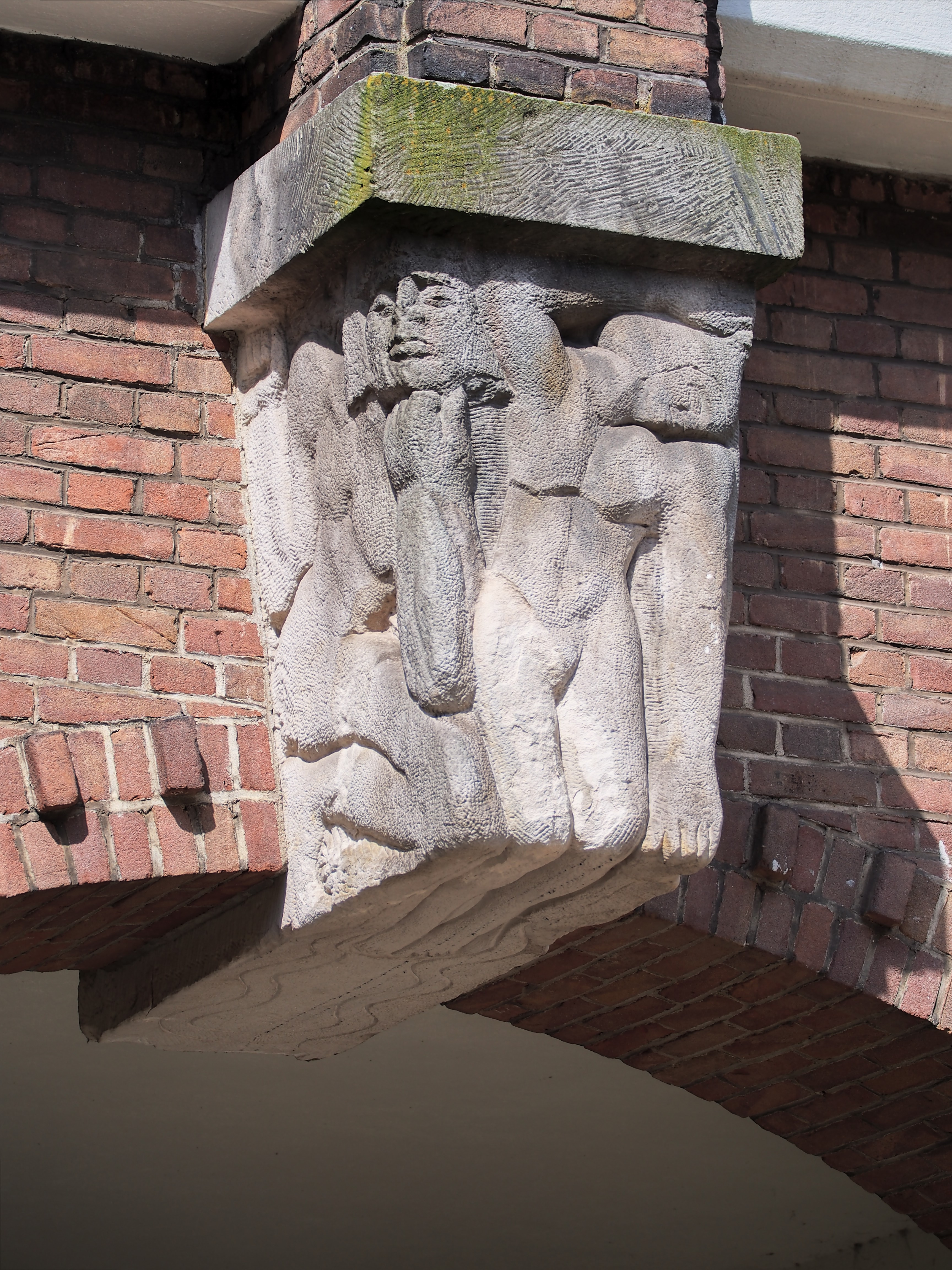
Dragers

- Biografisch Portaal: 05117460
- RKD-Nederlands Instituut voor Kunstgeschiedenis: 36420